# La Demie
La Demie és un municipi francès situat al departament de l'Alt Saona i a la regió de Borgonya - Franc Comtat. L'any 2017 tenia 142 habitants.

## Demografia
El 2007 la població era de 78 persones. Hi havia 33 famílies i 47 habitatges.

## Economia
El 2007 la població en edat de treballar era de 54 persones. L'únic establiment que hi havia el 2007 era d'una entitat de l'administració pública.
L'any 2000 hi havia tres explotacions agrícoles que conreaven un total de 492 hectàrees.